# Destroyer leader

Destroyer leader (DL) est la désignation de la marine américaine, l'US Navy, pour les grands destroyers du 9 février 1951 jusqu'aux premières années de la guerre froide. Les navires américains portant le symbole de classification de coque DL sont officiellement des frégates du 1er janvier 1955 jusqu'en 1975. Les plus petits destroyer leader sont reclassés comme destroyers et les plus grands comme croiseurs par la reclassification des navires de la marine américaine en 1975, ainsi les destroyers d'escorte (DE) sont reclassés comme frégate (FF), conformément à l’usage international du terme.

## Contexte
À la fin de la Première Guerre mondiale, les destroyers destinés à protéger les formations de cuirassés ont évolué vers un déplacement d'environ 1 100 tonnes, armés de quatre canons de 4 pouces (10 cm) et de six torpilles ou plus. Entre 1914 et 1917, l'Italie fait construire la classe Mirabello (croiseur éclaireur) dont les unités sont environ 70% plus grandes que les destroyers contemporains. Le traité naval de Washington conforte la marine britannique dans sa flotte traditionnelle de destroyers des classes V et W ainsi que la marine américaine avec ses classes Wickes et Clemson, alors que les autres pays signataires avec des destroyers plus petits explorent des designs nouveaux entre le destroyer et le croiseur. L'Italie lance trois nouvelles unités de la classe Leone, la France lance six unités de la classe Jaguar (aussi appelé contre-torpilleur). Le Japon lance le croiseur léger Yūbari, suivi des destroyers de classe Fubuki équipés afin d'escorter la Kidō Butai et ses porte-avions sur les vastes étendues du Pacifique.
L'Allemagne construit une unité agrandie de la classe Zerstörer lorsqu'elle commence son réarmement naval.A l'exception de la classe Tribal et de quelques leader de flottille, la plupart des destroyers britanniques et américains construits entre les guerres mondiales sont plus petits que les destroyers contemporains de l'Axe. Cependant, à mesure que les cuirassés pour lesquels ces petits destroyers ont été construits disparaissent, le déplacement des destroyers américains augmente à 2 100 tonnes, 2 200 tonnes et 2 400 tonnes pour soutenir les opérations de la Fast Carrier Task Force.